# Megopis mutica
Megopis mutica är en skalbaggsart som beskrevs av Audinet-serville 1832. Megopis mutica ingår i släktet Megopis och familjen långhorningar.
Artens utbredningsområde är:
- Kenya.
- Madagaskar.
- Moçambique.

Inga underarter finns listade i Catalogue of Life.